# Karolina (film)
Karolina – polski film obyczajowy z 2014 roku.

## Treść
Dwie osiemnastoletnie koleżanki, Kaśka i Magda, kończą liceum filmowe. W ramach końcowego egzaminu mają za zadanie przygotować fabularyzowany dokument o błogosławionej Karolinie Kózkównej.

## Obsada
- Marlena Burian – Kasia Osnowska / Karolina Kózkówna
- Barbara Duda – Magda, przyjaciółka Kasi
- Jerzy Trela – Tadeusz Potulski, dziadek Przemka
- Dorota Pomykała – Halina, przyjaciółka Tadeusza
- Aleksandra Godlewska – Elżbieta Osnowska, matka Kasi
- Anna Radwan – Basia, dyrektorka liceum / matka Karoliny
- Maciej Słota – filmowiec Marek Dzianowski, były mąż Basi / ojciec Karoliny
- Piotr Cyrwus – ksiądz Michał, proboszcz w Zabawie
- Sebastian Oberc – ochroniarz w szkole / zabójca Karoliny
- Jacek Lecznar – ojciec duchowny seminarium
- Edward Nasiadka – woźnica
- Karol Olszewski – Przemek
- Sebastian Gawor – chłopak w klubie
- Bogna Bożek – Różia, siostra Karoliny
- Jankadi Muszyński – Władziu, brat Karoliny
- Aleksandra Deka – klaun
- Marcin Minorczyk – wikary

i inni.